# 吉他英雄
《吉他英雄》是Harmonix开发，RedOctane发行与PlayStation 2游戏机的音乐节奏游戏。这是吉他英雄系列的首作。
《吉他英雄》于2005年11月在北美，2006年在欧洲和澳洲发行。游戏开发是RedOctane和Harmonix合作将《吉他高手》式游戏带入美国的结果。
游戏使用吉他形控制器，玩家可用它模拟演奏摇滚音乐。游戏玩法类似于《吉他高手》，玩家根据游戏屏幕上滚动的音符，准时按下吉他控制器上的按键。游戏收录从1960年代到2005年五个年代30首流行摇滚乐，外加额外曲目。
《吉他英雄》爆红后获得媒体赞誉并赢得许多主流电子游戏出版物的奖项。游戏成功后发展为吉他英雄系列，销售额超过20亿美元，发布了几部续作、扩展包及相关产品。